# Primera B 2025 (Colombia)
La Temporada 2025 de la Primera B (conocida como Torneo BetPlay Dimayor 2025 por motivos de patrocinio), es la trigésimo sexta (36.a) edición del torneo de la Categoría Primera B, segunda división del fútbol profesional colombiano organizado por la División Mayor del Fútbol Colombiano. Inició el día 30 de enero.

## Sistema de juego
Según lo acordado en la asamblea de la División Mayor del Fútbol Colombiano del 16 de diciembre de 2024, se mantuvo el sistema de juego usado en la temporada anterior, con dos torneos en el año (Apertura y Finalización), cada uno de ellos dividido en tres fases: una fase de todos contra todos de 16 fechas (con una jornada de clásicos), una fase de cuadrangulares semifinales que definirán los dos mejores equipos de cada torneo y la final donde los ganadores de la fase anterior jugarán dos partidos para obtener el título de cada torneo.

### Ascenso a la Categoría Primera A
Para esta temporada, la Dimayor decidió que los dos cupos de ascenso a la primera división se definirán de la siguiente forma:
- Si un club gana tanto el torneo Apertura como el torneo Finalización, este ascenderá de manera directa a la Categoría Primera A y el segundo ascenso lo disputarán los siguientes dos clubes que estén mejor ubicados en la tabla de reclasificación de la temporada en una serie de repechaje con partidos de ida y vuelta.

- Si los dos ganadores de cada torneo ocupan los dos primeros puestos en la reclasificación, ambos ascenderán a la primera división y no se jugarán ni la gran final del año ni la serie de repechaje, mientras que si únicamente uno de ellos ocupa el primer o segundo puesto en esta tabla, este club ascenderá mientras que el otro ganador jugará el repechaje por el segundo ascenso contra el club que haya quedado mejor ubicado en la reclasificación y no haya ganado alguno de los torneos.

- Por último, si ninguno de los ganadores de los torneos cortos de la temporada finaliza en los dos primeros puestos de la tabla de reclasificación, estos clubes jugarán la gran final en partidos de ida y vuelta que decidirán al primer ascendido a la Primera A para 2026, mientras que el perdedor de ese duelo se enfrentará al mejor de la reclasificación del año en partidos de ida y vuelta que definirán al segundo ascendido a la primera división.

|                                  |                                  | Formato | Clasificación del campeón          |
| -------------------------------- | -------------------------------- | --- | ---------------------------------- |
| Torneo Apertura (16 equipos)     | Torneo Apertura (16 equipos)     | - Sistema de liga donde se juegan los 16 partidos de ida (los partidos de vuelta se juegan en el Torneo Finalización) - Los 8 equipos mejor posicionados avanzan a los cuadrangulares semifinales - Los ganadores de cada cuadrangular juegan la final a partidos de ida y vuelta | - Categoría Primera A o Gran Final |
| Torneo Finalización (16 equipos) | Torneo Finalización (16 equipos) | - Sistema de liga donde se juegan los 16 partidos de vuelta (los partidos de ida se juegan en el Torneo Apertura) - Los 8 equipos mejor posicionados avanzan a los cuadrangulares semifinales - Los ganadores de cada cuadrangular juegan la final a partidos de ida y vuelta     | - Categoría Primera A o Gran Final |
| Gran Final (2 equipos)           | Gran Final (2 equipos)           | - El campeón del Torneo Apertura y el campeón del Torneo Finalización juegan una final de ida y vuelta. Esta fase se jugará únicamente si ninguno de los dos campeones ocupa uno de los dos primeros puestos en la reclasificación.                                               | - Categoría Primera A              |
| Repechaje (2 equipos)            | Repechaje (2 equipos)            | - Partidos de ida y vuelta entre el perdedor de la gran final y el mejor de la reclasificación del año (que no sea campeón). | - Categoría Primera A              |

## Datos de los clubes

### Relevo anual de clubes
| Ascendidos a la Primera A                                                                                    |
| --- |
| Unión Magdalena (Campeón de la Primera B 2024)                                                               |
| Llaneros (Subcampeón de la Primera B 2024 y 1.er puesto de la tabla de reclasificación de la Primera B 2024) |

| Descendidos a la Primera B                                 |
| ---------------------------------------------------------- |
| Patriotas (Peor promedio acumulado en la Primera A)        |
| Jaguares (Segundo peor promedio acumulado en la Primera A) |

### Equipos participantes
- Para esta temporada el club Orsomarso trasladó sus partidos en condición de local al estadio Municipal Raúl Miranda de Yumbo (Valle del Cauca), al haber firmado un convenio con la alcaldía de este municipio.[6] Aunque el club jugó como local en Yumbo durante el Torneo Apertura, su último partido en condición de local en ese torneo lo disputó en el estadio Daniel Villa Zapata de Barrancabermeja, buscando mayor apoyo de la ciudadanía y también aprovechando la intención de la administración local de volver a tener un equipo profesional en su municipio.[7] Después de llegar a un acuerdo con la Alcaldía de Barrancabermeja y de recibir el visto bueno de la Dimayor para el traslado, Orsomarso confirmó que esta ciudad continuaría siendo la sede de sus partidos como local a partir del segundo semestre del año y hasta 2027.[8]
- Durante el Torneo Apertura, Jaguares jugó algunos partidos de local en el estadio Arturo Cumplido Sierra de Sincelejo debido a que el estadio Jaraguay de Montería fue una de las sedes del Campeonato Sudamericano de Fútbol Sub-17 de 2025.[9]

| Equipo               | Entrenador              | Ciudad/Municipio      | Estadio                                             | Aforo       |
| -------------------- | ----------------------- | --------------------- | --------------------------------------------------- | ----------- |
| Atlético F. C.       | Andrés Sicachá          | Cali                  | Olímpico Pascual Guerrero                           | 35 405      |
| Atlético Huila       | Diego Corredor          | Neiva                 | Guillermo Plazas Alcid                              | 12 000      |
| Barranquilla F. C.   | Dayron Pérez            | Barranquilla          | Municipal Romelio Martínez                          | 8600        |
| Boca Juniors de Cali | José Manuel Rodríguez   | Cali                  | Olímpico Pascual Guerrero                           | 35 405      |
| Bogotá F. C.         | Luis Herney Melo        | Bogotá                | Metropolitano de Techo Parque Estadio Olaya Herrera | 10 000 2500 |
| Cúcuta Deportivo     | Jorge Edier Peralta (E) | Cúcuta                | General Santander                                   | 42 000      |
| Deportes Quindío     | Harold Rivera           | Armenia               | Centenario de Armenia                               | 20 716      |
| Internacional F. C.  | Héctor Cárdenas         | Palmira               | Francisco Rivera Escobar                            | 15 300      |
| Itagüí Leones        | Felipe Merino           | Itagüí                | Metropolitano Ciudad de Itagüí                      | 12 000      |
| Jaguares             | Álvaro Hernández        | Montería Sincelejo    | Jaraguay Arturo Cumplido Sierra                     | 12 000 8000 |
| Orsomarso S. C.      | Steven Sánchez          | Yumbo Barrancabermeja | Municipal Raúl Miranda Daniel Villa Zapata          | 3500 10 400 |
| Patriotas            | Jonathan Risueño        | Tunja                 | La Independencia                                    | 20 630      |
| Real Cartagena       | Roberto Camargo (E)     | Cartagena             | Olímpico Jaime Morón León                           | 16 068      |
| Real Cundinamarca    | Juan David Niño         | Bogotá                | Metropolitano de Techo Parque Estadio Olaya Herrera | 10 000 2500 |
| Real Santander       | Óscar Álvarez           | Piedecuesta           | Villa Concha                                        | 5500        |
| Tigres F. C.         | Rafael Rodríguez        | Bogotá                | Metropolitano de Techo Parque Estadio Olaya Herrera | 10 000 2500 |

#### Cambio de entrenadores
| Equipo             | Entrenador saliente                       | Fecha de salida         | Reemplazado por                           | Fecha de llegada        |
| Pretemporada       | Pretemporada                              | Pretemporada            | Pretemporada                              | Pretemporada            |
| ------------------ | ----------------------------------------- | ----------------------- | ----------------------------------------- | ----------------------- |
| Atlético F. C.     | Clodoaldo                                 | 12 de noviembre de 2024 | Andrés Sicachá                            | 14 de noviembre de 2024 |
| Itagüí Leones      | Giovanny Ruiz                             | 18 de noviembre de 2024 | Felipe Merino                             | 18 de noviembre de 2024 |
| Jaguares           | Édgar Carvajal                            | 25 de noviembre de 2024 | Álvaro Hernández                          | 27 de noviembre de 2024 |
| Deportes Quindío   | Carlos Eduardo Ramírez (E)                | 23 de noviembre de 2024 | Carlos Eduardo Velasco                    | 1 de diciembre de 2024  |
| Patriotas          | Dayron Pérez                              | 3 de diciembre de 2024  | Jonathan Risueño                          | 2 de enero de 2025      |
| Temporada          |                                           |                         |                                           |                         |
| Barranquilla F. C. | Nelson Flórez                             | 28 de marzo de 2025     | Grigori Méndez                            | 28 de marzo de 2025     |
| Deportes Quindío   | Carlos Eduardo Velasco                    | 7 de abril de 2025      | Rubén Darío Hernández (E) Diego Rojas (E) | 7 de abril de 2025      |
| Real Cartagena     | Sebastián Viera                           | 21 de abril de 2025     | Martín Cardetti                           | 21 de abril de 2025     |
| Deportes Quindío   | Rubén Darío Hernández (E) Diego Rojas (E) | 29 de abril de 2025     | Harold Rivera                             | 29 de abril de 2025     |
| Bogotá F. C.       | Néstor Rodríguez                          | 26 de mayo de 2025      | Luis Herney Melo                          | 27 de mayo de 2025      |
| Tigres F. C.       | Jorge Castro                              | 3 de julio de 2025      | Rafael Rodríguez                          | 4 de julio de 2025      |
| Barranquilla F. C. | Grigori Méndez                            | 23 de julio de 2025     | Dayron Pérez                              | 23 de julio de 2025     |
| Cúcuta Deportivo   | Bernardo Redín                            | 13 de agosto de 2025    | Jorge Edier Peralta (E)                   | 14 de agosto de 2025    |
| Real Cartagena     | Martín Cardetti                           | 16 de agosto de 2025    | Roberto Camargo (E)                       | 16 de agosto de 2025    |

### Localización
| Bogotá, D. C.      | 3 | Bogotá F. C., Real Cundinamarca y Tigres F. C.             | Real Santander Orsomarso Barranquilla F. C. Real Cartagena Leones Bogotá Quindío Internacional Cali Huila Cúcuta Patriotas Jaguares Equipos de Bogotá: · Bogotá F. C. · Real Cundinamarca · Tigres F. C. Equipos de Cali: · Atlético F. C. · Boca Juniors |
| Valle del Cauca    | 3 | Atlético F. C., Boca Juniors de Cali e Internacional F. C. | Real Santander Orsomarso Barranquilla F. C. Real Cartagena Leones Bogotá Quindío Internacional Cali Huila Cúcuta Patriotas Jaguares Equipos de Bogotá: · Bogotá F. C. · Real Cundinamarca · Tigres F. C. Equipos de Cali: · Atlético F. C. · Boca Juniors |
| Santander          | 2 | Orsomarso y Real Santander                                 | Real Santander Orsomarso Barranquilla F. C. Real Cartagena Leones Bogotá Quindío Internacional Cali Huila Cúcuta Patriotas Jaguares Equipos de Bogotá: · Bogotá F. C. · Real Cundinamarca · Tigres F. C. Equipos de Cali: · Atlético F. C. · Boca Juniors |
| Antioquia          | 1 | Itagüí Leones                                              | Real Santander Orsomarso Barranquilla F. C. Real Cartagena Leones Bogotá Quindío Internacional Cali Huila Cúcuta Patriotas Jaguares Equipos de Bogotá: · Bogotá F. C. · Real Cundinamarca · Tigres F. C. Equipos de Cali: · Atlético F. C. · Boca Juniors |
| Atlántico          | 1 | Barranquilla F. C.                                         | Real Santander Orsomarso Barranquilla F. C. Real Cartagena Leones Bogotá Quindío Internacional Cali Huila Cúcuta Patriotas Jaguares Equipos de Bogotá: · Bogotá F. C. · Real Cundinamarca · Tigres F. C. Equipos de Cali: · Atlético F. C. · Boca Juniors |
| Bolívar            | 1 | Real Cartagena                                             | Real Santander Orsomarso Barranquilla F. C. Real Cartagena Leones Bogotá Quindío Internacional Cali Huila Cúcuta Patriotas Jaguares Equipos de Bogotá: · Bogotá F. C. · Real Cundinamarca · Tigres F. C. Equipos de Cali: · Atlético F. C. · Boca Juniors |
| Boyacá             | 1 | Patriotas                                                  | Real Santander Orsomarso Barranquilla F. C. Real Cartagena Leones Bogotá Quindío Internacional Cali Huila Cúcuta Patriotas Jaguares Equipos de Bogotá: · Bogotá F. C. · Real Cundinamarca · Tigres F. C. Equipos de Cali: · Atlético F. C. · Boca Juniors |
| Córdoba            | 1 | Jaguares                                                   | Real Santander Orsomarso Barranquilla F. C. Real Cartagena Leones Bogotá Quindío Internacional Cali Huila Cúcuta Patriotas Jaguares Equipos de Bogotá: · Bogotá F. C. · Real Cundinamarca · Tigres F. C. Equipos de Cali: · Atlético F. C. · Boca Juniors |
| Huila              | 1 | Atlético Huila                                             | Real Santander Orsomarso Barranquilla F. C. Real Cartagena Leones Bogotá Quindío Internacional Cali Huila Cúcuta Patriotas Jaguares Equipos de Bogotá: · Bogotá F. C. · Real Cundinamarca · Tigres F. C. Equipos de Cali: · Atlético F. C. · Boca Juniors |
| Norte de Santander | 1 | Cúcuta Deportivo                                           | Real Santander Orsomarso Barranquilla F. C. Real Cartagena Leones Bogotá Quindío Internacional Cali Huila Cúcuta Patriotas Jaguares Equipos de Bogotá: · Bogotá F. C. · Real Cundinamarca · Tigres F. C. Equipos de Cali: · Atlético F. C. · Boca Juniors |
| Quindío            | 1 | Deportes Quindío                                           | Real Santander Orsomarso Barranquilla F. C. Real Cartagena Leones Bogotá Quindío Internacional Cali Huila Cúcuta Patriotas Jaguares Equipos de Bogotá: · Bogotá F. C. · Real Cundinamarca · Tigres F. C. Equipos de Cali: · Atlético F. C. · Boca Juniors |

## Torneo Apertura

### Todos contra todos

#### Clasificación
|                                           | Equipo               | Puntos | PJ | PG | PE | PP | GF | GC | GFV | DG  |
| ----------------------------------------- | -------------------- | ------ | -- | -- | -- | -- | -- | -- | --- | --- |
| 1                                         | Jaguares             | 34     | 16 | 10 | 4  | 2  | 26 | 14 | 13  | 12  |
| 2                                         | Patriotas            | 33     | 16 | 10 | 3  | 3  | 21 | 8  | 9   | 13  |
| 3                                         | Internacional F. C.  | 32     | 16 | 10 | 2  | 4  | 24 | 15 | 10  | 9   |
| 4                                         | Cúcuta Deportivo     | 31     | 16 | 9  | 4  | 3  | 24 | 15 | 11  | 9   |
| 5                                         | Real Cundinamarca    | 29     | 16 | 8  | 5  | 3  | 25 | 16 | 11  | 9   |
| 6                                         | Atlético Huila       | 29     | 16 | 8  | 5  | 3  | 19 | 10 | 10  | 9   |
| 7                                         | Real Cartagena       | 28     | 16 | 8  | 4  | 4  | 30 | 21 | 9   | 9   |
| 8                                         | Tigres F. C.         | 24     | 16 | 6  | 6  | 4  | 16 | 14 | 6   | 2   |
| 9                                         | Itagüí Leones        | 18     | 16 | 5  | 3  | 8  | 22 | 24 | 8   | -2  |
| 10                                        | Real Santander       | 18     | 16 | 5  | 3  | 8  | 15 | 23 | 7   | -8  |
| 11                                        | Orsomarso            | 16     | 16 | 2  | 10 | 4  | 15 | 16 | 6   | -1  |
| 12                                        | Deportes Quindío     | 14     | 16 | 3  | 5  | 8  | 13 | 26 | 5   | -13 |
| 13                                        | Bogotá F. C.         | 13     | 16 | 3  | 4  | 9  | 17 | 32 | 6   | -15 |
| 14                                        | Atlético F. C.       | 12     | 16 | 3  | 3  | 10 | 15 | 24 | 8   | -9  |
| 15                                        | Barranquilla F. C.   | 11     | 16 | 2  | 5  | 9  | 12 | 27 | 4   | -15 |
| 16                                        | Boca Juniors de Cali | 8      | 16 | 2  | 2  | 12 | 11 | 20 | 3   | -9  |
| Fuente: Dimayor; actualización automática |                      |        |    |    |    |    |    |    |     |     |

     Cuadrangulares semifinales.

##### Evolución de la clasificación
| Jaguares             | 10 | 14 | 14 | 8  | 5  | 5  | 4  | 4  | 3  | 5  | 6  | 6  | 4  | 3  | 1  | 1  |
| Patriotas            | 2  | 4  | 2  | 2  | 2  | 2  | 1  | 1  | 2  | 3  | 2  | 1  | 1  | 2  | 2  | 2  |
| Internacional F. C.  | 1  | 3  | 1  | 1  | 1  | 1  | 2  | 2  | 1  | 1  | 1  | 2  | 5  | 6  | 5  | 3  |
| Cúcuta Deportivo     | 15 | 13 | 10 | 4  | 6  | 4  | 3  | 3  | 4  | 2  | 3  | 3  | 2  | 1  | 3  | 4  |
| Real Cundinamarca    | 9  | 11 | 5  | 7  | 8  | 7  | 6  | 6  | 5  | 4  | 4  | 4  | 3  | 5  | 4  | 5  |
| Atlético Huila       | 13 | 7  | 7  | 12 | 7  | 6  | 7  | 8  | 8  | 6  | 5  | 5  | 6  | 4  | 6  | 6  |
| Real Cartagena       | 16 | 6  | 3  | 5  | 3  | 3  | 5  | 5  | 7  | 8  | 7  | 7  | 7  | 7  | 7  | 7  |
| Tigres F. C.         | 14 | 9  | 9  | 9  | 9  | 10 | 11 | 11 | 10 | 10 | 10 | 8  | 8  | 8  | 8  | 8  |
| Itagüí Leones        | 11 | 5  | 8  | 3  | 4  | 8  | 10 | 9  | 9  | 9  | 9  | 10 | 10 | 11 | 11 | 9  |
| Real Santander       | 5  | 1  | 4  | 6  | 10 | 11 | 8  | 7  | 6  | 7  | 8  | 9  | 9  | 9  | 9  | 10 |
| Orsomarso            | 6  | 12 | 13 | 13 | 13 | 9  | 9  | 10 | 11 | 11 | 11 | 11 | 11 | 10 | 10 | 11 |
| Deportes Quindío     | 4  | 10 | 12 | 15 | 15 | 15 | 12 | 12 | 12 | 12 | 13 | 12 | 12 | 12 | 12 | 12 |
| Bogotá F. C.         | 7  | 15 | 15 | 10 | 11 | 12 | 13 | 13 | 14 | 13 | 15 | 15 | 13 | 13 | 13 | 13 |
| Atlético F. C.       | 12 | 16 | 16 | 16 | 16 | 16 | 16 | 16 | 13 | 14 | 12 | 13 | 15 | 15 | 14 | 14 |
| Barranquilla F. C.   | 3  | 8  | 11 | 14 | 14 | 14 | 15 | 15 | 16 | 16 | 14 | 14 | 14 | 14 | 15 | 15 |
| Boca Juniors de Cali | 8  | 2  | 6  | 11 | 12 | 13 | 14 | 14 | 15 | 15 | 16 | 16 | 16 | 16 | 16 | 16 |

1. 1 2  El partido Jaguares vs. Cúcuta Deportivo por la undécima (11ª) fecha fue aplazado y se jugó el 1 de mayo, días antes de la disputa de la decimocuarta (14ª) fecha.
2. 1 2  El partido Real Cartagena vs. Patriotas por la décima (10ª) fecha fue aplazado y se jugó el 16 de abril, días antes de la disputa de la duodécima (12ª) fecha.
3. 1 2  El partido Real Cundinamarca vs. Real Cartagena por la cuarta (4ª) fecha fue aplazado y se jugó el 3 de abril, días antes de la disputa de la décima (10ª) fecha.
4. 1 2  El partido Real Cartagena vs. Atlético Huila por la octava (8ª) fecha fue aplazado y se jugó el 30 de abril, días antes de la disputa de la decimocuarta (14ª) fecha.
5. 1 2  El partido Barranquilla F. C. vs. Deportes Quindío por la quinta (5ª) fecha fue aplazado y se jugó el 23 de abril, días antes de la disputa de la decimotercera (13ª) fecha.

#### Resultados
- La hora de cada encuentro corresponde al huso horario que rige a Colombia (UTC-5).

Nota: Los horarios y partidos de televisión se definen la semana previa a cada jornada. Los canales Win Sports y Win+ Fútbol son los medios de difusión por televisión autorizados por la Dimayor para la transmisión por cable de tres o cuatro partidos por fecha. Los partidos restantes son transmitidos por medio del canal de YouTube de Win Sports.
| Patriotas           | 2 : 0 | Cúcuta Deportivo     | La Independencia               | 30 de enero  | 19:30 | Win Sports y Win+ Fútbol |
| Internacional F. C. | 2 : 0 | Real Cartagena       | Francisco Rivera Escobar       | 31 de enero  | 16:00 | Win+ Fútbol              |
| Atlético F. C.      | 1 : 2 | Barranquilla F. C.   | Francisco Rivera Escobar       | 1 de febrero | 15:00 | YouTube Win Sports       |
| Bogotá F. C.        | 2 : 2 | Orsomarso            | Metropolitano de Techo         | 1 de febrero | 15:00 | YouTube Win Sports       |
| Real Santander      | 1 : 0 | Tigres F. C.         | Villa Concha                   | 1 de febrero | 16:00 | YouTube Win Sports       |
| Jaguares            | 1 : 1 | Real Cundinamarca    | Jaraguay                       | 2 de febrero | 16:00 | YouTube Win Sports       |
| Itagüí Leones       | 1 : 1 | Boca Juniors de Cali | Metropolitano Ciudad de Itagüí | 3 de febrero | 16:20 | Win+ Fútbol              |
| Deportes Quindío    | 1 : 0 | Atlético Huila       | Centenario de Armenia          | 4 de febrero | 19:30 | Win Sports y Win+ Fútbol |

| Real Cundinamarca    | 0 : 0 | Patriotas           | Parque Estadio Olaya Herrera | 7 de febrero  | 16:00 | Win+ Fútbol              |
| Cúcuta Deportivo     | 1 : 1 | Internacional F. C. | General Santander            | 9 de febrero  | 16:00 | YouTube Win Sports       |
| Real Cartagena       | 5 : 0 | Bogotá F. C.        | Olímpico Jaime Morón León    | 9 de febrero  | 16:00 | YouTube Win Sports       |
| Orsomarso            | 2 : 3 | Itagüí Leones       | Municipal Raúl Miranda       | 9 de febrero  | 18:00 | YouTube Win Sports       |
| Boca Juniors de Cali | 4 : 0 | Deportes Quindío    | Olímpico Pascual Guerrero    | 10 de febrero | 15:00 | YouTube Win Sports       |
| Tigres F. C.         | 1 : 0 | Atlético F. C.      | Parque Estadio Olaya Herrera | 10 de febrero | 16:00 | Win+ Fútbol              |
| Barranquilla F. C.   | 1 : 2 | Real Santander      | Romelio Martínez             | 10 de febrero | 18:05 | Win+ Fútbol              |
| Atlético Huila       | 2 : 0 | Jaguares            | Guillermo Plazas Alcid       | 10 de febrero | 20:10 | Win Sports y Win+ Fútbol |

| Tigres F. C.        | 1 : 1 | Atlético Huila       | Metropolitano de Techo         | 15 de febrero | 15:30 | YouTube Win Sports       |
| Real Santander      | 3 : 4 | Real Cundinamarca    | Villa Concha                   | 15 de febrero | 15:30 | YouTube Win Sports       |
| Jaguares            | 1 : 1 | Orsomarso            | Jaraguay                       | 15 de febrero | 18:00 | Win+ Fútbol              |
| Deportes Quindío    | 0 : 1 | Cúcuta Deportivo     | Centenario de Armenia          | 16 de febrero | 15:00 | Win+ Fútbol              |
| Internacional F. C. | 1 : 0 | Boca Juniors de Cali | Francisco Rivera Escobar       | 16 de febrero | 15:30 | YouTube Win Sports       |
| Patriotas           | 1 : 0 | Barranquilla F. C.   | La Independencia               | 17 de febrero | 14:00 | Win Sports y Win+ Fútbol |
| Atlético F. C.      | 2 : 2 | Bogotá F. C.         | Deportivo Cali                 | 17 de febrero | 15:00 | YouTube Win Sports       |
| Itagüí Leones       | 1 : 2 | Real Cartagena       | Metropolitano Ciudad de Itagüí | 17 de febrero | 18:00 | Win+ Fútbol              |

| Boca Juniors de Cali | 1 : 2 | Patriotas           | Olímpico Pascual Guerrero | 21 de febrero | 15:00 | YouTube Win Sports       |
| Atlético Huila       | 0 : 2 | Cúcuta Deportivo    | Guillermo Plazas Alcid    | 21 de febrero | 17:30 | Win+ Fútbol              |
| Bogotá F. C.         | 2 : 1 | Real Santander      | Metropolitano de Techo    | 22 de febrero | 14:00 | Win+ Fútbol              |
| Orsomarso            | 1 : 1 | Tigres F. C.        | Municipal Raúl Miranda    | 22 de febrero | 16:00 | Win Sports y Win+ Fútbol |
| Deportes Quindío     | 1 : 2 | Internacional F. C. | Centenario de Armenia     | 22 de febrero | 16:00 | YouTube Win Sports       |
| Jaguares             | 3 : 1 | Atlético F. C.      | Arturo Cumplido Sierra    | 23 de febrero | 16:00 | YouTube Win Sports       |
| Barranquilla F. C.   | 2 : 3 | Itagüí Leones       | Romelio Martínez          | 24 de febrero | 17:00 | YouTube Win Sports       |
| Real Cundinamarca    | 3 : 0 | Real Cartagena      | Metropolitano de Techo    | 3 de abril    | 19:30 | Win Sports y Win+ Fútbol |

| Patriotas           | 0 : 0 | Orsomarso            | La Independencia          | 27 de febrero | 17:45 | Win Sports y Win+ Fútbol |
| Atlético F. C.      | 0 : 3 | Atlético Huila       | Olímpico Pascual Guerrero | 28 de febrero | 18:10 | Win+ Fútbol              |
| Real Santander      | 0 : 1 | Jaguares             | Villa Concha              | 1 de marzo    | 15:30 | YouTube Win Sports       |
| Cúcuta Deportivo    | 1 : 1 | Real Cundinamarca    | General Santander         | 2 de marzo    | 16:00 | YouTube Win Sports       |
| Real Cartagena      | 3 : 2 | Boca Juniors de Cali | Olímpico Jaime Morón León | 2 de marzo    | 16:00 | YouTube Win Sports       |
| Tigres F. C.        | 1 : 1 | Itagüí Leones        | Metropolitano de Techo    | 2 de marzo    | 19:40 | Win+ Fútbol              |
| Internacional F. C. | 2 : 1 | Bogotá F. C.         | Francisco Rivera Escobar  | 3 de marzo    | 15:00 | Win+ Fútbol              |
| Barranquilla F. C.  | 1 : 1 | Deportes Quindío     | Romelio Martínez          | 23 de abril   | 19:00 | Win Sports y Win+ Fútbol |

| Boca Juniors de Cali | 0 : 2 | Cúcuta Deportivo    | Olímpico Pascual Guerrero      | 7 de marzo  | 17:15 | Win+ Fútbol              |
| Orsomarso            | 3 : 0 | Barranquilla F. C.  | Municipal Raúl Miranda         | 8 de marzo  | 18:00 | YouTube Win Sports       |
| Real Cartagena       | 2 : 0 | Real Santander      | Olímpico Jaime Morón León      | 9 de marzo  | 16:00 | YouTube Win Sports       |
| Jaguares             | 1 : 0 | Tigres F. C.        | Arturo Cumplido Sierra         | 9 de marzo  | 16:00 | YouTube Win Sports       |
| Deportes Quindío     | 0 : 1 | Patriotas           | Centenario de Armenia          | 9 de marzo  | 16:00 | Sin transmisión          |
| Bogotá F. C.         | 2 : 3 | Atlético Huila      | Metropolitano de Techo         | 10 de marzo | 15:00 | Win+ Fútbol              |
| Real Cundinamarca    | 5 : 2 | Atlético F. C.      | Metropolitano de Techo         | 11 de marzo | 17:15 | Win+ Fútbol              |
| Itagüí Leones        | 1 : 2 | Internacional F. C. | Metropolitano Ciudad de Itagüí | 11 de marzo | 19:30 | Win Sports y Win+ Fútbol |

| Cúcuta Deportivo   | 2 : 0 | Bogotá F. C.         | General Santander         | 16 de marzo | 16:00 | YouTube Win Sports       |
| Atlético Huila     | 1 : 1 | Orsomarso            | Guillermo Plazas Alcid    | 16 de marzo | 18:00 | YouTube Win Sports       |
| Real Cundinamarca  | 1 : 0 | Boca Juniors de Cali | Metropolitano de Techo    | 17 de marzo | 15:00 | YouTube Win Sports       |
| Atlético F. C.     | 0 : 1 | Deportes Quindío     | Olímpico Pascual Guerrero | 17 de marzo | 15:30 | Sin transmisión          |
| Real Santander     | 1 : 0 | Itagüí Leones        | Villa Concha              | 17 de marzo | 15:30 | Win+ Fútbol              |
| Patriotas          | 2 : 0 | Internacional F. C.  | La Independencia          | 17 de marzo | 17:45 | Win+ Fútbol              |
| Barranquilla F. C. | 0 : 1 | Jaguares             | Romelio Martínez          | 17 de marzo | 20:00 | Win Sports y Win+ Fútbol |
| Tigres F. C.       | 0 : 0 | Real Cartagena       | Metropolitano de Techo    | 18 de marzo | 16:00 | Win+ Fútbol              |

| Boca Juniors de Cali | 0 : 1 | Real Santander     | Olímpico Pascual Guerrero      | 21 de marzo | 19:30 | Win Sports y Win+ Fútbol |
| Deportes Quindío     | 2 : 2 | Jaguares           | Centenario de Armenia          | 22 de marzo | 16:00 | Sin transmisión          |
| Orsomarso            | 0 : 0 | Atlético F. C.     | Municipal Raúl Miranda         | 22 de marzo | 18:00 | YouTube Win Sports       |
| Cúcuta Deportivo     | 2 : 0 | Tigres F. C.       | General Santander              | 23 de marzo | 16:00 | YouTube Win Sports       |
| Bogotá F. C.         | 0 : 2 | Patriotas          | Metropolitano de Techo         | 24 de marzo | 14:00 | Win+ Fútbol              |
| Itagüí Leones        | 3 : 1 | Real Cundinamarca  | Metropolitano Ciudad de Itagüí | 24 de marzo | 20:20 | Win+ Fútbol              |
| Internacional F. C.  | 3 : 0 | Barranquilla F. C. | Francisco Rivera Escobar       | 25 de marzo | 16:00 | Win+ Fútbol              |
| Real Cartagena       | 1 : 1 | Atlético Huila     | Olímpico Jaime Morón León      | 30 de abril | 19:00 | YouTube Win Sports       |

| Atlético Huila     | 2 : 0 | Deportes Quindío     | Guillermo Plazas Alcid    | 27 de marzo | 18:00 | YouTube Win Sports       |
| Jaguares           | 2 : 0 | Itagüí Leones        | Arturo Cumplido Sierra    | 28 de marzo | 17:00 | Win+ Fútbol              |
| Orsomarso          | 0 : 2 | Internacional F. C.  | Municipal Raúl Miranda    | 29 de marzo | 14:00 | Win Sports y Win+ Fútbol |
| Patriotas          | 0 : 1 | Real Cundinamarca    | La Independencia          | 29 de marzo | 15:30 | YouTube Win Sports       |
| Atlético F. C.     | 1 : 0 | Boca Juniors de Cali | Olímpico Pascual Guerrero | 29 de marzo | 15:30 | YouTube Win Sports       |
| Barranquilla F. C. | 2 : 2 | Real Cartagena       | Romelio Martínez          | 29 de marzo | 16:00 | Win Sports y Win+ Fútbol |
| Tigres F. C.       | 2 : 1 | Bogotá F. C.         | Metropolitano de Techo    | 30 de marzo | 15:00 | YouTube Win Sports       |
| Real Santander     | 2 : 1 | Cúcuta Deportivo     | Villa Concha              | 31 de marzo | 15:30 | Win+ Fútbol              |

| Itagüí Leones        | 4 : 1 | Deportes Quindío   | Metropolitano Ciudad de Itagüí | 6 de abril  | 15:00 | YouTube Win Sports       |
| Real Santander       | 0 : 0 | Orsomarso          | Villa Concha                   | 6 de abril  | 15:00 | YouTube Win Sports       |
| Boca Juniors de Cali | 1 : 2 | Atlético Huila     | Olímpico Pascual Guerrero      | 6 de abril  | 15:30 | YouTube Win Sports       |
| Cúcuta Deportivo     | 4 : 1 | Barranquilla F. C. | General Santander              | 6 de abril  | 16:00 | YouTube Win Sports       |
| Internacional F. C.  | 1 : 0 | Atlético F. C.     | Francisco Rivera Escobar       | 7 de abril  | 15:30 | Win+ Fútbol              |
| Bogotá F. C.         | 2 : 2 | Jaguares           | Parque Estadio Olaya Herrera   | 7 de abril  | 19:00 | Win Sports y Win+ Fútbol |
| Real Cundinamarca    | 1 : 1 | Tigres F. C.       | Metropolitano de Techo         | 8 de abril  | 19:30 | Win+ Fútbol              |
| Real Cartagena       | 1 : 3 | Patriotas          | Olímpico Jaime Morón León      | 16 de abril | 19:00 | YouTube Win Sports       |

| Orsomarso          | 1 : 2 | Real Cartagena       | Municipal Raúl Miranda       | 11 de abril | 15:30 | Win+ Fútbol              |
| Patriotas          | 3 : 1 | Itagüí Leones        | La Independencia             | 11 de abril | 18:00 | YouTube Win Sports       |
| Deportes Quindío   | 0 : 0 | Real Cundinamarca    | Centenario de Armenia        | 12 de abril | 16:00 | YouTube Win Sports       |
| Barranquilla F. C. | 2 : 0 | Bogotá F. C.         | Romelio Martínez             | 12 de abril | 17:00 | YouTube Win Sports       |
| Atlético Huila     | 1 : 0 | Internacional F. C.  | Guillermo Plazas Alcid       | 12 de abril | 18:00 | YouTube Win Sports       |
| Atlético F. C.     | 2 : 0 | Real Santander       | Olímpico Pascual Guerrero    | 14 de abril | 14:00 | Win Sports y Win+ Fútbol |
| Tigres F. C.       | 2 : 0 | Boca Juniors de Cali | Parque Estadio Olaya Herrera | 14 de abril | 16:00 | Win+ Fútbol              |
| Jaguares           | 1 : 2 | Cúcuta Deportivo     | Jaraguay                     | 1 de mayo   | 16:10 | Win Sports y Win+ Fútbol |

| Real Cundinamarca    | 2 : 0        | Barranquilla F. C. | Parque Estadio Olaya Herrera | 17 de abril | 14:00 | Win+ Fútbol              |
| Bogotá F. C.         | 1 : 1        | Deportes Quindío   | Metropolitano de Techo       | 19 de abril | 14:00 | Win+ Fútbol              |
| Real Santander       | 1 : 1        | Patriotas          | Villa Concha                 | 19 de abril | 15:00 | YouTube Win Sports       |
| Cúcuta Deportivo     | 0 : 3 (W.O.) | Atlético F. C.     | General Santander            | 20 de abril | 16:00 | YouTube Win Sports       |
| Real Cartagena       | 2 : 3        | Jaguares           | Olímpico Jaime Morón León    | 20 de abril | 18:00 | YouTube Win Sports       |
| Atlético Huila       | 2 : 0        | Itagüí Leones      | Guillermo Plazas Alcid       | 20 de abril | 18:00 | YouTube Win Sports       |
| Internacional F. C.  | 1 : 2        | Tigres F. C.       | Deportivo Cali               | 21 de abril | 15:30 | Win+ Fútbol              |
| Boca Juniors de Cali | 0 : 1        | Orsomarso          | Olímpico Pascual Guerrero    | 22 de abril | 19:00 | Win Sports y Win+ Fútbol |

| Atlético F. C.     | 1 : 2 | Real Cartagena       | Olímpico Pascual Guerrero      | 25 de abril | 15:30 | YouTube Win Sports       |
| Jaguares           | 3 : 0 | Internacional F. C.  | Jaraguay                       | 25 de abril | 16:30 | Win+ Fútbol              |
| Itagüí Leones      | 0 : 1 | Cúcuta Deportivo     | Metropolitano Ciudad de Itagüí | 25 de abril | 19:30 | Win Sports y Win+ Fútbol |
| Bogotá F. C.       | 1 : 0 | Boca Juniors de Cali | Parque Estadio Olaya Herrera   | 27 de abril | 15:00 | YouTube Win Sports       |
| Deportes Quindío   | 4 : 2 | Real Santander       | Centenario de Armenia          | 27 de abril | 16:00 | YouTube Win Sports       |
| Barranquilla F. C. | 0 : 0 | Atlético Huila       | Romelio Martínez               | 27 de abril | 17:00 | YouTube Win Sports       |
| Orsomarso          | 0 : 1 | Real Cundinamarca    | Hernando Azcárate Martínez     | 28 de abril | 15:30 | YouTube Win Sports       |
| Patriotas          | 2 : 0 | Tigres F. C.         | La Independencia               | 28 de abril | 19:00 | Win+ Fútbol              |

| Tigres F. C.         | 2 : 0 | Deportes Quindío   | Metropolitano de Techo         | 3 de mayo | 14:00 | Win Sports y Win+ Fútbol |
| Internacional F. C.  | 1 : 1 | Orsomarso          | Deportivo Cali                 | 4 de mayo | 14:30 | YouTube Win Sports       |
| Boca Juniors de Cali | 2 : 1 | Atlético F. C.     | Deportivo Cali                 | 5 de mayo | 14:00 | YouTube Win Sports       |
| Itagüí Leones        | 1 : 3 | Jaguares           | Metropolitano Ciudad de Itagüí | 5 de mayo | 16:00 | Win+ Fútbol              |
| Atlético Huila       | 1 : 0 | Patriotas          | Guillermo Plazas Alcid         | 5 de mayo | 18:00 | Win+ Fútbol              |
| Real Cundinamarca    | 1 : 2 | Bogotá F. C.       | Metropolitano de Techo         | 5 de mayo | 19:00 | YouTube Win Sports       |
| Cúcuta Deportivo     | 2 : 1 | Real Santander     | General Santander              | 6 de mayo | 16:00 | Win+ Fútbol              |
| Real Cartagena       | 3 : 0 | Barranquilla F. C. | Olímpico Jaime Morón León      | 6 de mayo | 19:00 | Win Sports y Win+ Fútbol |

| Atlético F. C.     | 0 : 0 | Itagüí Leones        | Deportivo Cali         | 10 de mayo | 15:00 | YouTube Win Sports       |
| Jaguares           | 1 : 0 | Patriotas            | Jaraguay               | 10 de mayo | 16:00 | YouTube Win Sports       |
| Barranquilla F. C. | 0 : 0 | Boca Juniors de Cali | Romelio Martínez       | 10 de mayo | 17:00 | YouTube Win Sports       |
| Bogotá F. C.       | 1 : 2 | Tigres F. C.         | Metropolitano de Techo | 11 de mayo | 14:00 | Win+ Fútbol              |
| Cúcuta Deportivo   | 1 : 1 | Real Cartagena       | General Santander      | 11 de mayo | 16:00 | YouTube Win Sports       |
| Real Santander     | 0 : 3 | Internacional F. C.  | Villa Concha           | 12 de mayo | 15:00 | Win+ Fútbol              |
| Real Cundinamarca  | 1 : 0 | Atlético Huila       | Metropolitano de Techo | 12 de mayo | 19:30 | Win Sports y Win+ Fútbol |
| Deportes Quindío   | 0 : 0 | Orsomarso            | Centenario de Armenia  | 13 de mayo | 17:00 | Win+ Fútbol              |

| Itagüí Leones        | 3 : 0 | Bogotá F. C.       | Metropolitano Ciudad de Itagüí | 17 de mayo | 15:00 | Win Play y YouTube Win Sports       |
| Tigres F. C.         | 1 : 1 | Barranquilla F. C. | Parque Estadio Olaya Herrera   | 18 de mayo | 14:00 | Win Sports                          |
| Boca Juniors de Cali | 0 : 1 | Jaguares           | Deportivo Cali                 | 18 de mayo | 16:05 | Win+ Fútbol                         |
| Patriotas            | 2 : 1 | Atlético F. C.     | La Independencia               | 18 de mayo | 16:05 | Win Sports, Win Play y Winsports.co |
| Internacional F. C.  | 3 : 2 | Real Cundinamarca  | Doce de Octubre                | 18 de mayo | 16:05 | Win Sports, Win Play y Winsports.co |
| Atlético Huila       | 0 : 0 | Real Santander     | Guillermo Plazas Alcid         | 18 de mayo | 16:05 | Win Sports, Win Play y Winsports.co |
| Orsomarso            | 2 : 2 | Cúcuta Deportivo   | Daniel Villa Zapata            | 18 de mayo | 16:05 | Win Sports, Win Play y Winsports.co |
| Real Cartagena       | 4 : 1 | Deportes Quindío   | Olímpico Jaime Morón León      | 18 de mayo | 18:20 | Win Play y YouTube Win Sports       |

### Cuadrangulares semifinales
- La hora de cada encuentro corresponde al huso horario que rige a Colombia (UTC-5).

Al finalizar la primera fase del campeonato —también denominada «Todos contra todos»—, los ocho equipos con mayor puntaje disputaron la segunda fase, los cuadrangulares semifinales. Para los cuadrangulares los ocho equipos clasificados se dividieron en dos grupos de igual número de participantes, donde los equipos que ocuparon el primer y segundo puesto en la fase de todos contra todos fueron sembrados como cabezas de serie del Grupo A y Grupo B, respectivamente, mientras que los otros seis clasificados fueron debidamente sorteados en los dos grupos. El sorteo para conformar los grupos se llevó a cabo el día 19 de mayo de 2025.
Tras tener cada grupo formado con sus cuatro equipos participantes, se llevaron a cabo enfrentamientos con el formato todos contra todos, a ida y vuelta, dando como resultado seis fechas en disputa. Al final de las seis fechas, los equipos ganadores de cada grupo obtuvieron el cupo a la final del torneo.
En esta fase, los equipos cabeza de serie (Jaguares y Patriotas) tuvieron ventaja deportiva sobre sus rivales de grupo dado que en caso de un empate en puntos, la posición fue decidida a favor del equipo cabeza de serie por haber ocupado la mejor posición en la fase todos contra todos.
|  |                                     |
|  | Clasificados a la final del torneo. |
|  | Eliminados.                         |

#### Grupo A
| Pos. | Equipo              | Pts. | PJ | G | E | P | GF | GC | Dif. |  |
| ---- | ------------------- | ---- | -- | - | - | - | -- | -- | ---- |  |
| 1    | Jaguares            | 13   | 6  | 4 | 1 | 1 | 9  | 5  | +4   |  |
| 2    | Real Cartagena      | 8    | 6  | 2 | 2 | 2 | 11 | 10 | +1   |  |
| 3    | Internacional F. C. | 8    | 6  | 2 | 2 | 2 | 7  | 7  | 0    |  |
| 4    | Tigres F. C.        | 4    | 6  | 1 | 1 | 4 | 3  | 8  | −5   |  |

| Equipo / Jornada    | 1 | 2 | 3 | 4 | 5 | 6 |
| ------------------- | - | - | - | - | - | - |
| Jaguares            | 1 | 1 | 1 | 1 | 1 | 1 |
| Real Cartagena      | 2 | 2 | 2 | 2 | 2 | 2 |
| Internacional F. C. | 3 | 3 | 3 | 3 | 3 | 3 |
| Tigres F. C.        | 4 | 4 | 4 | 4 | 4 | 4 |

| Primera | Tigres F. C.        | 0 : 1 | Jaguares            | Metropolitano de Techo    | 26 de mayo  | 17:15 | Win+ Fútbol              |
| Primera | Internacional F. C. | 0 : 1 | Real Cartagena      | Francisco Rivera Escobar  | 26 de mayo  | 19:30 | Win Sports y Win+ Fútbol |
| Segunda | Jaguares            | 2 : 1 | Internacional F. C. | Jaraguay                  | 29 de mayo  | 17:15 | Win+ Fútbol              |
| Segunda | Real Cartagena      | 3 : 0 | Tigres F. C.        | Olímpico Jaime Morón León | 29 de mayo  | 19:30 | Win+ Fútbol              |
| Tercera | Internacional F. C. | 1 : 0 | Tigres F. C.        | Francisco Rivera Escobar  | 2 de junio  | 15:00 | Win+ Fútbol              |
| Tercera | Real Cartagena      | 3 : 4 | Jaguares            | Olímpico Jaime Morón León | 2 de junio  | 18:10 | Win Sports y Win+ Fútbol |
| Cuarta  | Tigres              | 1 : 2 | Internacional F. C. | Metropolitano de Techo    | 7 de junio  | 14:00 | Win+ Fútbol              |
| Cuarta  | Jaguares            | 2 : 0 | Real Cartagena      | Jaraguay                  | 7 de junio  | 16:00 | Win Sports y Win+ Fútbol |
| Quinta  | Internacional F. C. | 0 : 0 | Jaguares            | Francisco Rivera Escobar  | 11 de junio | 14:00 | Win Sports y Win+ Fútbol |
| Quinta  | Tigres F. C.        | 1 : 1 | Real Cartagena      | Metropolitano de Techo    | 11 de junio | 16:00 | Win+ Fútbol              |
| Sexta   | Jaguares            | 0 : 1 | Tigres F. C.        | Jaraguay                  | 14 de junio | 16:00 | Win Sports y Win+ Fútbol |
| Sexta   | Real Cartagena      | 3 : 3 | Internacional F. C. | Olímpico Jaime Morón León | 14 de junio | 18:05 | Win+ Fútbol              |

#### Grupo B
| Pos. | Equipo            | Pts. | PJ | G | E | P | GF | GC | Dif. |  |
| ---- | ----------------- | ---- | -- | - | - | - | -- | -- | ---- |  |
| 1    | Patriotas         | 10   | 6  | 3 | 1 | 2 | 7  | 6  | +1   |  |
| 2    | Atlético Huila    | 10   | 6  | 3 | 1 | 2 | 10 | 7  | +3   |  |
| 3    | Cúcuta Deportivo  | 9    | 6  | 3 | 0 | 3 | 7  | 12 | −5   |  |
| 4    | Real Cundinamarca | 6    | 6  | 2 | 0 | 4 | 8  | 7  | +1   |  |

| Equipo / Jornada  | 1 | 2 | 3 | 4 | 5 | 6 |
| ----------------- | - | - | - | - | - | - |
| Patriotas         | 3 | 4 | 2 | 4 | 2 | 1 |
| Atlético Huila    | 1 | 1 | 1 | 1 | 3 | 2 |
| Cúcuta Deportivo  | 2 | 3 | 4 | 3 | 1 | 3 |
| Real Cundinamarca | 4 | 2 | 3 | 2 | 4 | 4 |

| Primera | Cúcuta Deportivo  | 1 : 0 | Patriotas         | General Santander      | 24 de mayo  | 16:05 | Win Sports               |
| Primera | Atlético Huila    | 2 : 1 | Real Cundinamarca | Guillermo Plazas Alcid | 24 de mayo  | 18:10 | Win+ Fútbol              |
| Segunda | Patriotas         | 1 : 1 | Atlético Huila    | La Independencia       | 28 de mayo  | 17:15 | Win+ Fútbol              |
| Segunda | Real Cundinamarca | 4 : 0 | Cúcuta Deportivo  | Metropolitano de Techo | 28 de mayo  | 19:30 | Win Sports y Win+ Fútbol |
| Tercera | Real Cundinamarca | 0 : 1 | Patriotas         | Metropolitano de Techo | 1 de junio  | 14:00 | Win+ Fútbol              |
| Tercera | Atlético Huila    | 3 : 0 | Cúcuta Deportivo  | Guillermo Plazas Alcid | 1 de junio  | 18:10 | Win+ Fútbol              |
| Cuarta  | Patriotas         | 0 : 1 | Real Cundinamarca | La Independencia       | 4 de junio  | 15:00 | Win+ Fútbol              |
| Cuarta  | Cúcuta Deportivo  | 2 : 1 | Atlético Huila    | General Santander      | 5 de junio  | 16:00 | Win+ Fútbol              |
| Quinta  | Cúcuta Deportivo  | 2 : 1 | Real Cundinamarca | General Santander      | 8 de junio  | 16:00 | Win Sports               |
| Quinta  | Atlético Huila    | 1 : 2 | Patriotas         | Guillermo Plazas Alcid | 9 de junio  | 18:00 | Win+ Fútbol              |
| Sexta   | Real Cundinamarca | 1 : 2 | Atlético Huila    | Metropolitano de Techo | 13 de junio | 18:00 | Win+ Fútbol              |
| Sexta   | Patriotas         | 3 : 2 | Cúcuta Deportivo  | La Independencia       | 13 de junio | 18:00 | Win Sports               |

### Final
- La hora de cada encuentro corresponde al huso horario que rige a Colombia (UTC-5).

| 18 de junio de 2025 | Patriotas | 0:0     | Jaguares | Estadio La Independencia, Tunja         |                                         |
| 19:30               |           | Reporte |          | Árbitro(s): Diego Ulloa VAR: Luis Picón | Árbitro(s): Diego Ulloa VAR: Luis Picón |

| 22 de junio de 2025 | Jaguares                                       | 3:0 (1:0) | Patriotas | Estadio Jaraguay, Montería                    |                                               |
| 18:00               | - Rentería 7' (pen.) - Ceter 68' - Herrera 86' | Reporte   |           | Árbitro(s): Wilmar Roldán VAR: Mauricio Pérez | Árbitro(s): Wilmar Roldán VAR: Mauricio Pérez |

## Torneo Finalización

### Todos contra todos

#### Clasificación
|                                           | Equipo               | Puntos | PJ | PG | PE | PP | GF | GC | GFV | DG |
| ----------------------------------------- | -------------------- | ------ | -- | -- | -- | -- | -- | -- | --- | -- |
| 1                                         | Jaguares             | 15     | 6  | 5  | 0  | 1  | 8  | 2  | 4   | 6  |
| 2                                         | Cúcuta Deportivo     | 12     | 6  | 3  | 3  | 0  | 8  | 3  | 3   | 5  |
| 3                                         | Orsomarso            | 11     | 6  | 3  | 2  | 1  | 7  | 5  | 3   | 2  |
| 4                                         | Atlético Huila       | 11     | 6  | 3  | 2  | 1  | 7  | 7  | 0   | 0  |
| 5                                         | Patriotas            | 10     | 6  | 3  | 1  | 2  | 8  | 8  | 3   | 0  |
| 6                                         | Real Cartagena       | 9      | 6  | 2  | 3  | 1  | 9  | 4  | 5   | 5  |
| 7                                         | Real Santander       | 9      | 6  | 3  | 0  | 3  | 8  | 5  | 0   | 3  |
| 8                                         | Tigres F. C.         | 8      | 6  | 2  | 2  | 2  | 7  | 5  | 2   | 2  |
| 9                                         | Real Cundinamarca    | 8      | 6  | 2  | 2  | 2  | 7  | 6  | 4   | 1  |
| 10                                        | Boca Juniors de Cali | 6      | 6  | 1  | 3  | 2  | 7  | 7  | 2   | 0  |
| 11                                        | Atlético F. C.       | 5      | 6  | 1  | 2  | 3  | 8  | 11 | 5   | -3 |
| 12                                        | Barranquilla F. C.   | 5      | 6  | 1  | 2  | 3  | 7  | 10 | 3   | -3 |
| 13                                        | Internacional F. C.  | 5      | 5  | 1  | 2  | 2  | 4  | 7  | 2   | -3 |
| 14                                        | Bogotá F. C.         | 5      | 6  | 1  | 2  | 3  | 5  | 11 | 1   | -6 |
| 15                                        | Deportes Quindío     | 3      | 6  | 0  | 3  | 3  | 7  | 11 | 4   | -4 |
| 16                                        | Itagüí Leones        | 3      | 5  | 0  | 3  | 2  | 4  | 9  | 1   | -5 |
| Fuente: Dimayor; actualización automática |                      |        |    |    |    |    |    |    |     |    |

     Cuadrangulares semifinales.

##### Evolución de la clasificación
| Jaguares             | 5  | 2  | 3  | 1  | 1  | 1  |  |  |  |  |  |  |  |  |  |  |
| Cúcuta Deportivo     | 1  | 1  | 2  | 2  | 2  | 2  |  |  |  |  |  |  |  |  |  |  |
| Orsomarso            | 9  | 6  | 1  | 4  | 4  | 3  |  |  |  |  |  |  |  |  |  |  |
| Atlético Huila       | 4  | 9  | 4  | 5  | 5  | 4  |  |  |  |  |  |  |  |  |  |  |
| Patriotas            | 15 | 8  | 13 | 7  | 6  | 5  |  |  |  |  |  |  |  |  |  |  |
| Real Cartagena       | 11 | 3  | 6  | 8  | 7  | 6  |  |  |  |  |  |  |  |  |  |  |
| Real Santander       | 16 | 7  | 12 | 6  | 9  | 7  |  |  |  |  |  |  |  |  |  |  |
| Tigres F. C.         | 2  | 4  | 7  | 3  | 3  | 8  |  |  |  |  |  |  |  |  |  |  |
| Real Cundinamarca    | 14 | 15 | 10 | 10 | 10 | 9  |  |  |  |  |  |  |  |  |  |  |
| Boca Juniors de Cali | 8  | 10 | 5  | 9  | 8  | 10 |  |  |  |  |  |  |  |  |  |  |
| Atlético F. C.       | 3  | 5  | 8  | 12 | 12 | 11 |  |  |  |  |  |  |  |  |  |  |
| Barranquilla F. C.   | 13 | 16 | 11 | 11 | 11 | 12 |  |  |  |  |  |  |  |  |  |  |
| Internacional F. C.  | 10 | 13 | 16 | 13 | 13 | 13 |  |  |  |  |  |  |  |  |  |  |
| Bogotá F. C.         | 6  | 14 | 9  | 14 | 14 | 14 |  |  |  |  |  |  |  |  |  |  |
| Deportes Quindío     | 12 | 11 | 14 | 16 | 16 | 15 |  |  |  |  |  |  |  |  |  |  |
| Itagüí Leones        | 7  | 12 | 15 | 15 | 15 | 16 |  |  |  |  |  |  |  |  |  |  |

1. 1 2  El partido Cúcuta Deportivo vs. Deportes Quindío por la tercera (3ª) fecha fue aplazado y se jugó el 13 de agosto, días antes de la disputa de la sexta (6ª) fecha.
2. 1 2  El partido Real Cartagena vs. Itagüí Leones por la tercera (3ª) fecha fue aplazado y se jugó el 18 de agosto, durante la disputa de la sexta (6ª) fecha.
3. 1 2  El partido Internacional F. C. vs. Itagüí Leones por la sexta (6ª) fecha fue aplazado y se jugará en una fecha por definir.

#### Resultados
- La hora de cada encuentro corresponde al huso horario que rige a Colombia (UTC-5).

Nota: Los horarios y partidos de televisión se definen la semana previa a cada jornada. Los canales Win Sports y Win+ Fútbol son los medios de difusión por televisión autorizados por la Dimayor para la transmisión por cable de tres o cuatro partidos por fecha. Los partidos restantes son transmitidos por medio del canal de YouTube de Win Sports.
| Tigres F. C.         | 2 : 0 | Real Santander      | Parque Estadio Olaya Herrera | 13 de julio | 15:00 | YouTube Win Sports       |
| Cúcuta Deportivo     | 2 : 0 | Patriotas           | General Santander            | 13 de julio | 16:00 | YouTube Win Sports       |
| Barranquilla F. C.   | 1 : 2 | Atlético F. C.      | Romelio Martínez             | 13 de julio | 17:00 | YouTube Win Sports       |
| Boca Juniors de Cali | 1 : 1 | Itagüí Leones       | Olímpico Pascual Guerrero    | 14 de julio | 15:30 | YouTube Win Sports       |
| Atlético Huila       | 2 : 1 | Deportes Quindío    | Guillermo Plazas Alcid       | 14 de julio | 18:00 | Win+ Fútbol              |
| Real Cartagena       | 0 : 0 | Internacional F. C. | Olímpico Jaime Morón León    | 14 de julio | 20:05 | Win Sports y Win+ Fútbol |
| Orsomarso            | 1 : 1 | Bogotá F. C.        | Daniel Villa Zapata          | 15 de julio | 18:00 | Win+ Fútbol              |
| Real Cundinamarca    | 0 : 1 | Jaguares            | Metropolitano de Techo       | 15 de julio | 20:05 | Win Sports y Win+ Fútbol |

| Atlético F. C.      | 1 : 1 | Tigres F. C.         | Olímpico Pascual Guerrero      | 18 de julio | 15:30 | Win+ Fútbol              |
| Deportes Quindío    | 2 : 2 | Boca Juniors de Cali | Centenario de Armenia          | 19 de julio | 15:30 | YouTube Win Sports       |
| Real Santander      | 2 : 0 | Barranquilla F. C.   | Villa Concha                   | 19 de julio | 15:30 | YouTube Win Sports       |
| Itagüí Leones       | 0 : 1 | Orsomarso            | Metropolitano Ciudad de Itagüí | 19 de julio | 17:00 | YouTube Win Sports       |
| Jaguares            | 3 : 0 | Atlético Huila       | Jaraguay                       | 20 de julio | 17:00 | YouTube Win Sports       |
| Bogotá F. C.        | 0 : 3 | Real Cartagena       | Metropolitano de Techo         | 21 de julio | 16:00 | Win+ Fútbol              |
| Patriotas           | 2 : 1 | Real Cundinamarca    | La Independencia               | 21 de julio | 18:05 | Win+ Fútbol              |
| Internacional F. C. | 0 : 2 | Cúcuta Deportivo     | Deportivo Cali                 | 21 de julio | 20:10 | Win Sports y Win+ Fútbol |

| Boca Juniors de Cali | 2 : 0 | Internacional F. C. | Olímpico Pascual Guerrero    | 25 de julio  | 16:00 | Win+ Fútbol              |
| Atlético Huila       | 1 : 0 | Tigres F. C.        | Guillermo Plazas Alcid       | 25 de julio  | 18:00 | YouTube Win Sports       |
| Real Cundinamarca    | 2 : 0 | Real Santander      | Metropolitano de Techo       | 26 de julio  | 14:00 | Win Sports y Win+ Fútbol |
| Orsomarso            | 1 : 0 | Jaguares            | Daniel Villa Zapata          | 26 de julio  | 17:00 | YouTube Win Sports       |
| Barranquilla F. C.   | 3 : 1 | Patriotas           | Romelio Martínez             | 26 de julio  | 17:00 | YouTube Win Sports       |
| Bogotá F. C.         | 2 : 0 | Atlético F. C.      | Parque Estadio Olaya Herrera | 27 de julio  | 14:00 | Win+ Fútbol              |
| Cúcuta Deportivo     | 2 : 2 | Deportes Quindío    | General Santander            | 13 de agosto | 16:00 | Win+ Fútbol              |
| Real Cartagena       | 4 : 0 | Itagüí Leones       | Olímpico Jaime Morón León    | 18 de agosto | 17:00 | YouTube Win Sports       |

| Internacional F. C. | 2 : 1 | Deportes Quindío     | Francisco Rivera Escobar       | 1 de agosto | 16:00 | Win+ Fútbol              |
| Tigres F. C.        | 2 : 0 | Orsomarso            | Parque Estadio Olaya Herrera   | 2 de agosto | 15:30 | YouTube Win Sports       |
| Cúcuta Deportivo    | 0 : 0 | Atlético Huila       | General Santander              | 2 de agosto | 16:00 | YouTube Win Sports       |
| Patriotas           | 1 : 0 | Boca Juniors de Cali | La Independencia               | 3 de agosto | 15:30 | YouTube Win Sports       |
| Atlético F. C.      | 0 : 1 | Jaguares             | Olímpico Pascual Guerrero      | 3 de agosto | 17:00 | YouTube Win Sports       |
| Real Santander      | 4 : 0 | Bogotá F. C.         | Villa Concha                   | 4 de agosto | 16:00 | Win+ Fútbol              |
| Itagüí Leones       | 2 : 2 | Barranquilla F. C.   | Metropolitano Ciudad de Itagüí | 4 de agosto | 18:05 | Win+ Fútbol              |
| Real Cartagena      | 0 : 0 | Real Cundinamarca    | Olímpico Jaime Morón León      | 4 de agosto | 20:10 | Win Sports y Win+ Fútbol |

| Boca Juniors de Cali | 2 : 2 | Real Cartagena      | Olímpico Pascual Guerrero    | 8 de agosto  | 15:30 | YouTube Win Sports       |
| Real Cundinamarca    | 1 : 1 | Cúcuta Deportivo    | Metropolitano de Techo       | 9 de agosto  | 15:30 | YouTube Win Sports       |
| Deportes Quindío     | 1 : 1 | Barranquilla F. C.  | Centenario de Armenia        | 9 de agosto  | 16:00 | YouTube Win Sports       |
| Bogotá F. C.         | 2 : 2 | Internacional F. C. | Parque Estadio Olaya Herrera | 10 de agosto | 17:00 | YouTube Win Sports       |
| Itagüí Leones        | 1 : 1 | Tigres F. C.        | Polideportivo Sur            | 11 de agosto | 15:30 | Win+ Fútbol              |
| Jaguares             | 1 : 0 | Real Santander      | Jaraguay                     | 11 de agosto | 17:00 | YouTube Win Sports       |
| Atlético Huila       | 3 : 3 | Atlético F. C.      | Guillermo Plazas Alcid       | 11 de agosto | 18:00 | Win+ Fútbol              |
| Orsomarso            | 2 : 2 | Patriotas           | Daniel Villa Zapata          | 12 de agosto | 19:00 | Win Sports y Win+ Fútbol |

| Real Santander      | 2 : 0 | Real Cartagena       | Villa Concha                 | 15 de agosto | 16:00       | YouTube Win Sports       |
| Tigres F. C.        | 1 : 2 | Jaguares             | Parque Estadio Olaya Herrera | 15 de agosto | 19:15       | Win Sports y Win+ Fútbol |
| Cúcuta Deportivo    | 1 : 0 | Boca Juniors de Cali | General Santander            | 17 de agosto | 16:00       | Win+ Fútbol              |
| Patriotas           | 2 : 0 | Deportes Quindío     | La Independencia             | 17 de agosto | 20:20       | Win+ Fútbol              |
| Atlético Huila      | 1 : 0 | Bogotá F. C.         | Guillermo Plazas Alcid       | 18 de agosto | 18:00       | YouTube Win Sports       |
| Atlético F. C.      | 2 : 3 | Real Cundinamarca    | Olímpico Pascual Guerrero    | 19 de agosto | 15:00       | Win+ Fútbol              |
| Barranquilla F. C.  | 0 : 2 | Orsomarso            | Romelio Martínez             | 19 de agosto | 17:00       | Win+ Fútbol              |
| Internacional F. C. | vs.   | Itagüí Leones        | Francisco Rivera Escobar     | Por definir  | Por definir | Por definir              |

| Boca Juniors de Cali | vs. | Real Cundinamarca  | Olímpico Pascual Guerrero      | 22 de agosto | 15:00 | YouTube Win Sports       |
| Real Cartagena       | vs. | Tigres F. C.       | Olímpico Jaime Morón León      | 22 de agosto | 18:00 | Win+ Fútbol              |
| Deportes Quindío     | vs. | Atlético F. C.     | Centenario de Armenia          | 23 de agosto | 16:00 | YouTube Win Sports       |
| Jaguares             | vs. | Barranquilla F. C. | Jaraguay                       | 24 de agosto | 16:00 | YouTube Win Sports       |
| Orsomarso            | vs. | Atlético Huila     | Daniel Villa Zapata            | 24 de agosto | 17:00 | YouTube Win Sports       |
| Itagüí Leones        | vs. | Real Santander     | Metropolitano Ciudad de Itagüí | 25 de agosto | 16:00 | Win+ Fútbol              |
| Internacional F. C.  | vs. | Patriotas          | Francisco Rivera Escobar       | 25 de agosto | 20:10 | Win Sports y Win+ Fútbol |
| Bogotá F. C.         | vs. | Cúcuta Deportivo   | Metropolitano de Techo         | 26 de agosto | 17:30 | Win+ Fútbol              |

| Real Santander     | vs. | Boca Juniors de Cali | Villa Concha                 | 29 de agosto    | 15:30 | Win+ Fútbol              |
| Real Cundinamarca  | vs. | Itagüí Leones        | Parque Estadio Olaya Herrera | 30 de agosto    | 15:00 | YouTube Win Sports       |
| Atlético F. C.     | vs. | Orsomarso            | Olímpico Pascual Guerrero    | 30 de agosto    | 15:30 | YouTube Win Sports       |
| Patriotas          | vs. | Bogotá F. C.         | La Independencia             | 31 de agosto    | 15:00 | YouTube Win Sports       |
| Jaguares           | vs. | Deportes Quindío     | Jaraguay                     | 31 de agosto    | 16:00 | YouTube Win Sports       |
| Tigres F. C.       | vs. | Cúcuta Deportivo     | Metropolitano de Techo       | 1 de septiembre | 16:00 | Win+ Fútbol              |
| Barranquilla F. C. | vs. | Internacional F. C.  | Romelio Martínez             | 1 de septiembre | 18:05 | Win+ Fútbol              |
| Atlético Huila     | vs. | Real Cartagena       | Guillermo Plazas Alcid       | 1 de septiembre | 20:10 | Win Sports y Win+ Fútbol |

| Boca Juniors de Cali | vs. | Atlético F. C.     | Olímpico Pascual Guerrero      | 6 de septiembre | Por definir | Por definir |
| Real Cundinamarca    | vs. | Patriotas          | Metropolitano de Techo         | 6 de septiembre | Por definir | Por definir |
| Bogotá F. C.         | vs. | Tigres F. C.       | Metropolitano de Techo         | 6 de septiembre | Por definir | Por definir |
| Deportes Quindío     | vs. | Atlético Huila     | Centenario de Armenia          | 6 de septiembre | Por definir | Por definir |
| Internacional F. C.  | vs. | Orsomarso          | Francisco Rivera Escobar       | 6 de septiembre | Por definir | Por definir |
| Cúcuta Deportivo     | vs. | Real Santander     | General Santander              | 6 de septiembre | Por definir | Por definir |
| Real Cartagena       | vs. | Barranquilla F. C. | Olímpico Jaime Morón León      | 6 de septiembre | Por definir | Por definir |
| Itagüí Leones        | vs. | Jaguares           | Metropolitano Ciudad de Itagüí | 6 de septiembre | Por definir | Por definir |

| Patriotas          | vs. | Real Cartagena       | La Independencia          | 13 de septiembre | Por definir | Por definir |
| Atlético Huila     | vs. | Boca Juniors de Cali | Guillermo Plazas Alcid    | 13 de septiembre | Por definir | Por definir |
| Atlético F. C.     | vs. | Internacional F. C.  | Olímpico Pascual Guerrero | 13 de septiembre | Por definir | Por definir |
| Deportes Quindío   | vs. | Itagüí Leones        | Centenario de Armenia     | 13 de septiembre | Por definir | Por definir |
| Orsomarso          | vs. | Real Santander       | Daniel Villa Zapata       | 13 de septiembre | Por definir | Por definir |
| Tigres F. C.       | vs. | Real Cundinamarca    | Metropolitano de Techo    | 13 de septiembre | Por definir | Por definir |
| Jaguares           | vs. | Bogotá F. C.         | Jaraguay                  | 13 de septiembre | Por definir | Por definir |
| Barranquilla F. C. | vs. | Cúcuta Deportivo     | Romelio Martínez          | 13 de septiembre | Por definir | Por definir |

| Real Santander       | vs. | Atlético F. C.     | Villa Concha                   | 20 de septiembre | Por definir | Por definir |
| Itagüí Leones        | vs. | Patriotas          | Metropolitano Ciudad de Itagüí | 20 de septiembre | Por definir | Por definir |
| Boca Juniors de Cali | vs. | Tigres F. C.       | Olímpico Pascual Guerrero      | 20 de septiembre | Por definir | Por definir |
| Internacional F. C.  | vs. | Atlético Huila     | Francisco Rivera Escobar       | 20 de septiembre | Por definir | Por definir |
| Real Cartagena       | vs. | Orsomarso          | Olímpico Jaime Morón León      | 20 de septiembre | Por definir | Por definir |
| Real Cundinamarca    | vs. | Deportes Quindío   | Metropolitano de Techo         | 20 de septiembre | Por definir | Por definir |
| Bogotá F. C.         | vs. | Barranquilla F. C. | Metropolitano de Techo         | 20 de septiembre | Por definir | Por definir |
| Cúcuta Deportivo     | vs. | Jaguares           | General Santander              | 20 de septiembre | Por definir | Por definir |

| Jaguares           | vs. | Real Cartagena       | Jaraguay                       | 27 de septiembre | Por definir | Por definir |
| Orsomarso          | vs. | Boca Juniors de Cali | Daniel Villa Zapata            | 27 de septiembre | Por definir | Por definir |
| Tigres F. C.       | vs. | Internacional F. C.  | Metropolitano de Techo         | 27 de septiembre | Por definir | Por definir |
| Itagüí Leones      | vs. | Atlético Huila       | Metropolitano Ciudad de Itagüí | 27 de septiembre | Por definir | Por definir |
| Patriotas          | vs. | Real Santander       | La Independencia               | 27 de septiembre | Por definir | Por definir |
| Barranquilla F. C. | vs. | Real Cundinamarca    | Romelio Martínez               | 27 de septiembre | Por definir | Por definir |
| Deportes Quindío   | vs. | Bogotá F. C.         | Centenario de Armenia          | 27 de septiembre | Por definir | Por definir |
| Atlético F. C.     | vs. | Cúcuta Deportivo     | Olímpico Pascual Guerrero      | 27 de septiembre | Por definir | Por definir |

| Real Cartagena       | vs. | Atlético F. C.     | Olímpico Jaime Morón León | 4 de octubre | Por definir | Por definir |
| Tigres F. C.         | vs. | Patriotas          | Metropolitano de Techo    | 4 de octubre | Por definir | Por definir |
| Cúcuta Deportivo     | vs. | Itagüí Leones      | General Santander         | 4 de octubre | Por definir | Por definir |
| Real Cundinamarca    | vs. | Orsomarso          | Metropolitano de Techo    | 4 de octubre | Por definir | Por definir |
| Real Santander       | vs. | Deportes Quindío   | Villa Concha              | 4 de octubre | Por definir | Por definir |
| Atlético Huila       | vs. | Barranquilla F. C. | Guillermo Plazas Alcid    | 4 de octubre | Por definir | Por definir |
| Internacional F. C.  | vs. | Jaguares           | Francisco Rivera Escobar  | 4 de octubre | Por definir | Por definir |
| Boca Juniors de Cali | vs. | Bogotá F. C.       | Olímpico Pascual Guerrero | 4 de octubre | Por definir | Por definir |

| Barranquilla F. C. | vs. | Real Cartagena       | Romelio Martínez          | 11 de octubre | Por definir | Por definir |
| Atlético F. C.     | vs. | Boca Juniors de Cali | Olímpico Pascual Guerrero | 11 de octubre | Por definir | Por definir |
| Deportes Quindío   | vs. | Tigres F. C.         | Centenario de Armenia     | 11 de octubre | Por definir | Por definir |
| Orsomarso          | vs. | Internacional F. C.  | Daniel Villa Zapata       | 11 de octubre | Por definir | Por definir |
| Jaguares           | vs. | Itagüí Leones        | Jaraguay                  | 11 de octubre | Por definir | Por definir |
| Patriotas          | vs. | Atlético Huila       | La Independencia          | 11 de octubre | Por definir | Por definir |
| Bogotá F. C.       | vs. | Real Cundinamarca    | Metropolitano de Techo    | 11 de octubre | Por definir | Por definir |
| Real Santander     | vs. | Cúcuta Deportivo     | Villa Concha              | 11 de octubre | Por definir | Por definir |

| Itagüí Leones        | vs. | Atlético F. C.     | Metropolitano Ciudad de Itagüí | 18 de octubre | Por definir | Por definir |
| Internacional F. C.  | vs. | Real Santander     | Francisco Rivera Escobar       | 18 de octubre | Por definir | Por definir |
| Atlético Huila       | vs. | Real Cundinamarca  | Guillermo Plazas Alcid         | 18 de octubre | Por definir | Por definir |
| Orsomarso            | vs. | Deportes Quindío   | Daniel Villa Zapata            | 18 de octubre | Por definir | Por definir |
| Boca Juniors de Cali | vs. | Barranquilla F. C. | Olímpico Pascual Guerrero      | 18 de octubre | Por definir | Por definir |
| Patriotas            | vs. | Jaguares           | La Independencia               | 18 de octubre | Por definir | Por definir |
| Tigres F. C.         | vs. | Bogotá F. C.       | Metropolitano de Techo         | 18 de octubre | Por definir | Por definir |
| Real Cartagena       | vs. | Cúcuta Deportivo   | Olímpico Jaime Morón León      | 18 de octubre | Por definir | Por definir |

| Atlético F. C.     | vs. | Patriotas            | Olímpico Pascual Guerrero | 25 de octubre | Por definir | Por definir |
| Deportes Quindío   | vs. | Real Cartagena       | Centenario de Armenia     | 25 de octubre | Por definir | Por definir |
| Jaguares           | vs. | Boca Juniors de Cali | Jaraguay                  | 25 de octubre | Por definir | Por definir |
| Barranquilla F. C. | vs. | Tigres F. C.         | Romelio Martínez          | 25 de octubre | Por definir | Por definir |
| Real Cundinamarca  | vs. | Internacional F. C.  | Metropolitano de Techo    | 25 de octubre | Por definir | Por definir |
| Bogotá F. C.       | vs. | Itagüí Leones        | Metropolitano de Techo    | 25 de octubre | Por definir | Por definir |
| Real Santander     | vs. | Atlético Huila       | Villa Concha              | 25 de octubre | Por definir | Por definir |
| Cúcuta Deportivo   | vs. | Orsomarso            | General Santander         | 25 de octubre | Por definir | Por definir |

## Tabla de reclasificación
La tabla de reclasificación de la Primera B 2025 se elabora a partir de la sumatoria de puntos de los clubes en todos los partidos de los dos torneos del año, incluyendo las fases todos contra todos, cuadrangulares semifinales y finales semestrales. El club que ocupe el primer puesto en esta tabla y no haya ganado alguno de los torneos semestrales clasificará al repechaje por el segundo ascenso a la Primera A, mientras que si un club lograra ganar los dos torneos de la temporada, el repechaje será disputado por los siguientes dos clubes mejor ubicados en esta tabla. En caso de que ambos campeones ocupen los dos primeros puestos, el repechaje por el segundo ascenso se cancelará y estos clubes ascenderán directamente.
| Pos. | Equipo               | Pts. | PJ | G  | E  | P  | GF | GC | Dif. | Clasificación a                   |
| ---- | -------------------- | ---- | -- | -- | -- | -- | -- | -- | ---- | --------------------------------- |
| 1    | Jaguares             | 66   | 30 | 20 | 6  | 4  | 46 | 21 | +25  | Repechaje por el segundo ascenso. |
| 2    | Patriotas            | 54   | 30 | 16 | 6  | 8  | 36 | 25 | +11  |                                   |
| 3    | Cúcuta Deportivo     | 52   | 28 | 15 | 7  | 6  | 39 | 30 | +9   |                                   |
| 4    | Atlético Huila       | 50   | 28 | 14 | 8  | 6  | 36 | 24 | +12  |                                   |
| 5    | Real Cartagena       | 45   | 28 | 12 | 9  | 7  | 50 | 35 | +15  |                                   |
| 6    | Internacional F. C.  | 45   | 27 | 13 | 6  | 8  | 35 | 29 | +6   |                                   |
| 7    | Real Cundinamarca    | 43   | 28 | 12 | 7  | 9  | 40 | 29 | +11  |                                   |
| 8    | Tigres F. C.         | 36   | 28 | 9  | 9  | 10 | 26 | 27 | −1   |                                   |
| 9    | Orsomarso            | 27   | 22 | 5  | 12 | 5  | 22 | 21 | +1   |                                   |
| 10   | Real Santander       | 27   | 22 | 8  | 3  | 11 | 23 | 28 | −5   |                                   |
| 11   | Itagüí Leones        | 21   | 21 | 5  | 6  | 10 | 26 | 33 | −7   |                                   |
| 12   | Bogotá F. C.         | 18   | 22 | 4  | 6  | 12 | 22 | 43 | −21  |                                   |
| 13   | Atlético F. C.       | 17   | 22 | 4  | 5  | 13 | 23 | 35 | −12  |                                   |
| 14   | Deportes Quindío     | 17   | 22 | 3  | 8  | 11 | 20 | 37 | −17  |                                   |
| 15   | Barranquilla F. C.   | 16   | 22 | 3  | 7  | 12 | 19 | 37 | −18  |                                   |
| 16   | Boca Juniors de Cali | 14   | 22 | 3  | 5  | 14 | 18 | 27 | −9   |                                   |

Actualizado a los partidos jugados el 19 de agosto de 2025.
 Fuente: Dimayor

## Estadísticas

### Goleadores

#### Torneo Apertura
| Jugador             | Equipo             | Goles |
| ------------------- | ------------------ | ----- |
| Andrés Rentería     | Jaguares           | 18    |
| Fredy Montero       | Real Cartagena     | 17    |
| Jayder Asprilla     | Real Cundinamarca  | 11    |
| Juan David Valencia | Itagüí Leones      | 10    |
| Stiwart Acuña       | Barranquilla F. C. | 8     |
| Cristián Álvarez    | Cúcuta Deportivo   | 7     |
| Arney Rocha         | Real Cundinamarca  | 7     |
| Omar Duarte         | Atlético Huila     | 6     |
| Sebastián Girado    | Orsomarso          | 6     |
| Matías Pisano       | Cúcuta Deportivo   | 6     |

Fuente: Dimayor

#### Torneo Finalización
| Jugador                                     | Equipo               | Goles |
| ------------------------------------------- | -------------------- | ----- |
| Kevin Álvarez                               | Patriotas            | 4     |
| Fredy Montero                               | Real Cartagena       | 4     |
| Harold Ortiz                                | Boca Juniors de Cali | 3     |
| Cristian Peñate                             | Barranquilla F. C.   | 3     |
| Andrés Carabalí                             | Deportes Quindío     | 3     |
| Andrés Rentería                             | Jaguares             | 2     |
| Álvaro Meléndez                             | Real Cartagena       | 2     |
| Jorge Mendoza                               | Boca Juniors de Cali | 2     |
| Jonathan Agudelo                            | Cúcuta Deportivo     | 2     |
| Jhon Alexander Valencia                     | Cúcuta Deportivo     | 2     |
| Última actualización: 19 de agosto de 2025. |                      |       |

Fuente: Besoccer